# Tramea basilaris
Tramea basilaris – gatunek ważki z rodziny ważkowatych (Libellulidae).
Jest to gatunek szeroko rozpowszechniony – występuje w niemal całej Afryce Subsaharyjskiej, na Madagaskarze i innych wyspach w zachodniej części Oceanu Indyjskiego, a także od Azji Zachodniej po Południowo-Wschodnią. Jest zdolny do przemieszczania się na duże odległości, dotarł m.in. do Japonii, a wraz z pasatami do Surinamu, Gwadelupy i Martyniki na Karaibach.
W RPA imago lata od grudnia do końca maja. Długość ciała 45–49 mm. Długość tylnego skrzydła 38–39 mm.